# 인슐린 글라진
인슐린 글라진(영어: insulin glargine)은 지속형 인슐린 유사체의 일종이다. 인슐린의 21번 글라이신을 아르기닌으로 치환하고 C-말단에 아르기닌을 두 개 추가하였다. 단백질 마이크로 크리스탈 형태로 피하 주사되어서 서서히 녹아 나오면서 기초 인슐린 분비를 보충해 준다. 식사 때는 필요하면 설포닐우레아 같은 경구용 인슐린 분비 촉진제를 함께 쓴다. 24시간 유지되기 때문에 하루에 한번 피하 주사한다.

## 같이 보기
- 인슐린